# Владична палата
Влади́чна пал́ата, Владична або Грановита палата (рос. Владычная палата) — пам'ятка цивільної архітектури 15 століття в місті Великий Новгород, побудована в стилі пізньої готики.

## Історія

### Владичний двір
Владичний двір — північна частина новгородської фортеці (кремля) поза Софійським собором міста. Вся територія Владичного двору була додатконо відокремлена від внутрішньої території фортеці і сама була невеликою фортрецею з обмеженим режимом входження. Низка оборонних, представницьких і господарських споруд виникала тут поступово впродовж 12 — 17 століть. Владичний двір архієпископів мав власні поварні (кухні), квасні, ремісничі майстерні (рукодільні), сушила, лазні, кузні, колодязь, стайні і хліви для худоби, власні комори з харчами. Всі споруди були розташовані так, щоб утворювати коло, що збільшувало обороноздатність ділянки. Кожний новий з архієпископів щось добудовував чи перебудовував. Територія була невеликою, тому нові споруди виникали або з включенням стародавніх споруд в нові, або надбудовувались над старими.
Оборонні функції Владичного двору неодноразово рятували життя і єпископів, і багатіїв Новгорода, що проводили тут наради, чи рятувалися під час народних заворушень. Новгородський єпископ був найбагатшим феодалом міста, захищений як фортечними мурами, так і певною наближеністю до самого Бога і головного храму міста — Софії Новгородської. Владичний двір був місцем «панських нарад». Саме тут вирішувались питання політичних стосунків з Литовським князівством чи Московією. Стосунки з останньою були доволі складними: і через значні настрої самостійності, і через недовіру до підступних московитів-князів, що сприймались чужинцями. Стосунки з московитами набули справжної трагедії в 16 столітті, коли вояки царя Івана Грозного пограбували Великий Новгород і силоміць приєднали до Московського князівства .
Владичний двір — був політичним центром духовних і світських аристократів. Народне вече сюди не допускалось. Ще 1478 року саме тут оголосили наказ царя Івана III про приєднання Новгорода до Москви: «А вечевому колоколу в отчине нашей в Новгороде не быти, посаднику не быти, а государство нам свое держати». Прибув в Великий Новгород і Іван Грозний. Аби явити власну могутність і над Новгородом, і над церковним владикою, глумливий цар Іван Грозний організував тут неприпустиме «весілля» свого політичного оппонента — новгородського єпископа Пімена. Єпископа оженили з кобилою. Духовну особу одягли блазнем, дали в руки гуслі (як скомороху) і вивезли в Москву, де доправили в тюрму. Тоді прийшла черга до масових страт бунтівних новгородців. Іван Грозний надзвичайно жорстоко поводився з мешканцями. Це породило сумний народний переказ, що річка Волхов не вкривається кригою в морозні зими, бо Иван Грозний в місті пролив чимало безвинної крові новгородців.

### Новгородський архієпископ Євфімій
В довгій історії Великого Новгорода зберігося ім'я і діяльність новгородського архієпископа Євфімія (духовного князя 1429–1458 років.) Він теж дотримувався самостійницьких позицій в політиці з Московією. Євфімій і розпочав чергову перебудову Владичного двору. Завдяки йому більшість дерев'яних споруд Владичного двору попереднього періоду замінили на цегляні.
Більша частина стародавніх, кам'яних споруд (перебудованих чи доповнених пізніше) і збережених донині на Владичному дворі, була закладена і вибудована за часів Евфімія. До початку 21 століття на Владичному випадково збережені — Нікітський корпус (17 століття, назва за іменем киянина, єпископа Микити), новгородська Грановита палата (тобто Владична палата, 15 ст.), надбрамна церква Сергія Радонезького, споруди Судного та Духовного приказів новгородських митрополитів, вежа з курантами Часозвоня (17 ст.), Ліхудів корпус (15 ст, перебудови початку 18 ст.).

### Владична палата

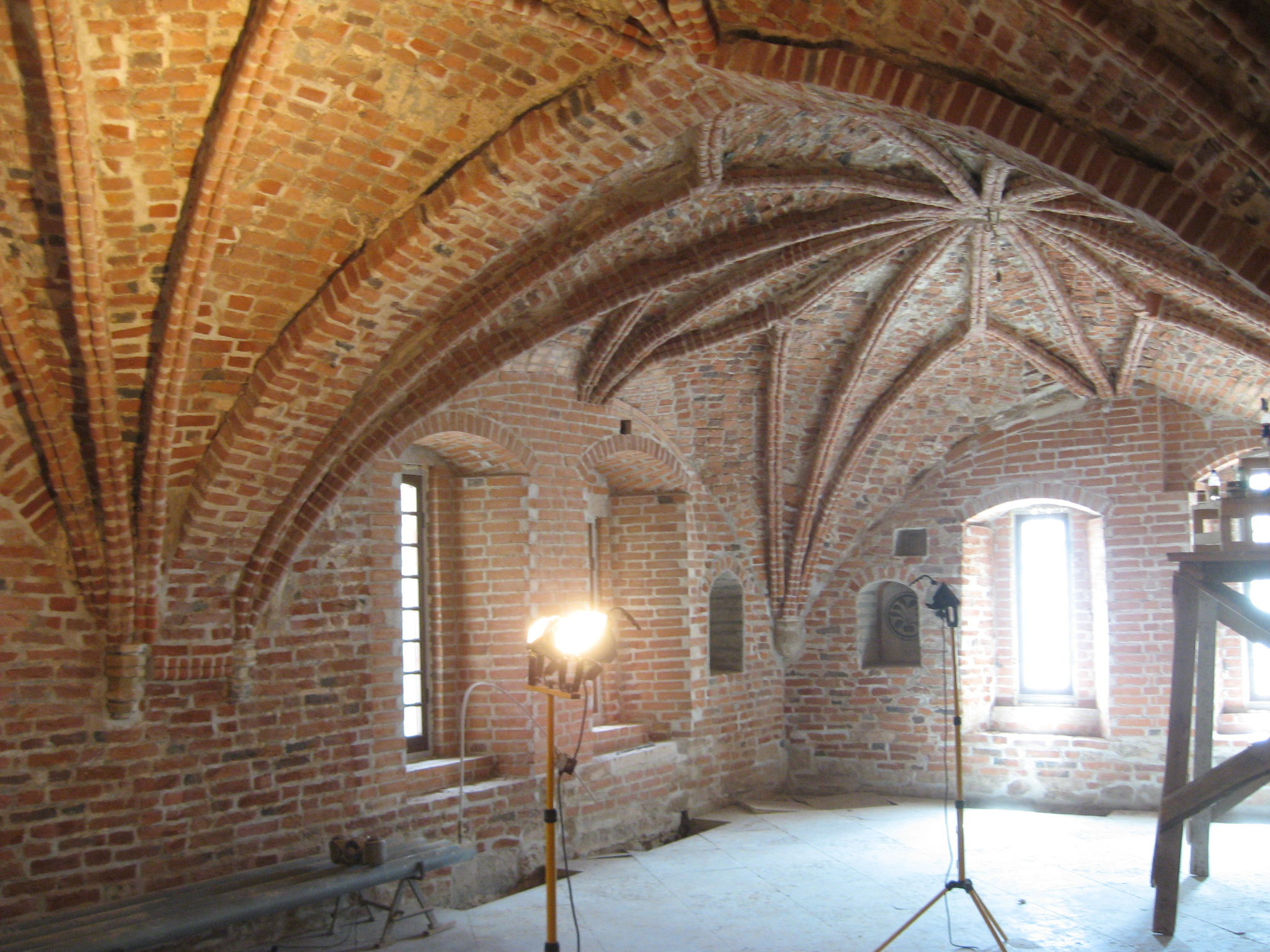
Готичні склепіння Владичної палати, реставрація, фото 2009 року.

Це триповерхова споруда, значно перебудована після 1433 року. Її фасади і частку приміщень можна уявити за реставраційними розкриттями. Ґрунт за століття піднято, тому перший поверх практично став підмурками. Частина фасаду, повернута до Никитського корпуса, розкрита, тут збережені стародавні, подвоєні, готичні вікна, що впадають в око поряд з широкими і прямокутними вікнами добудов 19 століття.
Добре збереглися стіни і цегляне склепіння парадної зали третього поверху, зразок цегляної готики в Новгороді. Шлях до неї розпочинався з сіней (вестибюля) першого поверху. У 19 столітті з них провели нові сходи. В нішах на стінах розкриті залишки стародавніх фресок, датованих 1441 роком. Одна з них — Христос з розкритою книгою і повчальним написом — закликом «творити суд праведний». Але праведного суду в Новгороді не було, про що свідчить ображений запис новгородського літописця, датований 1445 роком — «…не бе в Новегороде правди и правого суда»…
Парадну залу Владичної (Грановитої) палати перекрито цегляним склепінням, що спирається на товстий, приземкуватий стовп в центрі приміщення. Поверхня склепіння розділена гранями — нервюрами. Назву «Грановита палата» ведуть від них. Нервюры — характерна риса архітектури доби готики. Це свідоцтво участі в споруді Владичної палати іноземних архітекторів, яких новгородці неодноразово запрошували на будівельні майдани міста. Залучення іноземців підтвердив і літопис, де знайдено запис про «нѣмецкіе мастера из Заморья», що будували палату разом «с новгородскими мастеры».

## Реставрація і експозиції
Дослідження і реставрації Владичної (Грановитої) палати розпочаті за часів СРСР. Були розкриті залишки фасаду з готичними вікнами, повернутими до Никитського корпуса. Відремонтовані дахи і вікна, розкриті залишки стародавніх фресок.
Приміщення роками використовували для експонування археологічних знахідок, рукописів і залишків ювелірних виробів, не вивезених в Москву (Мстиславова жалована грамота на пергаменті початку 12 ст., печатки з свинцю, нумізматичні колекції, коштовний посуд, вилучений з церков тощо).